# Saša Brezovnik
Saša Brezovnik, slovenska alpska smučarka, * 4. maj 1995. 
Leta 2016 je postala mladinska svetovna prvakinja na ekipni tekmi in osvojila bronasto medaljo v kombinaciji. V svetovnem pokalu je debitirala 2. februarja 2014, ko je na slalomu v Kranjski Gori odstopila.